# Peter Oosterhuis
Peter Arthur Oosterhuis (* 3. Mai 1948 in London; † 2. Mai 2024 in Charlotte, North Carolina, Vereinigte Staaten) war ein englischer Berufsgolfer und späterer Golfanalyst und Kommentator.

## Golfkarriere
Als Amateur vertrat Oosterhuis Großbritannien 1967 im Walker Cup und bei der Eisenhower Trophy 1968. Er spielte auf der European Tour in deren Anfangsjahren und gewann viermal in Folge die European Tour Order of Merit von 1971 bis 1974. Oosterhuis war auch der Geldranglistensieger in den Jahren 1972 und 1974, was nicht gleichbedeutend mit der Order of Merit war, weil jene damals auf einem Punktesystem basierte.
Danach wandte er sich der nordamerikanischen PGA Tour zu, die er von 1975 bis 1986 bespielte. Oosterhuis verbuchte weltweit 20 Turniersiege inklusive der angesehenen British PGA Championship im Jahre 1973. Er war zweimal Zweiter bei der Open Championship 1974 und 1982.
Beim Ryder Cup war Oosterhuis sechsmal in den Mannschaften Großbritanniens und später Europas vertreten. Dabei konnte er Einzelsiege über die Golfgrößen Arnold Palmer und Johnny Miller verzeichnen.

## Spätere Laufbahn
Von 1987 bis 1993 war er Direktor des Forsgate Country Club in Jamesburg, New Jersey und des bekannten Riviera Country Club in Pacific Palisades, Kalifornien.
1994 wurde Oosterhuis vom Fernsehsender Sky Sports als Berichterstatter der PGA Tour verpflichtet, außerdem kommentierte er für die BBC zwei Open Championships. Von 1995 bis 1997 war er der führende Analyst der Golf Channel Übertragungen der European Tour. Schließlich arbeitete Oosterhuis 1998 in Vollzeit für das US-amerikanische CBS-Sports-Reporterteam, wo er neben seinen Analysen auch die Vor- und Nachberichterstattungs-Shows über die Golfturniere betreute.

## Familie
Er lebte mit seiner Frau Ruth in Scottsdale, Arizona und hatte vier erwachsene Söhne.